# Saison 1 de Leverage
Chronologie
Saison 2
Cet article présente les treize épisodes de la première saison de la série télévisée américaine Leverage.

## Synopsis
Nathan Ford alias « Nate » a une vie bien tranquille et rangée jusqu'au jour où un grave incident va bousculer sa vie privée et lui donner envie de changer les injustices. Il va tout d'abord monter une équipe de voleurs et hackers de haute-volée. Ensuite, comme des Robin des Bois des temps modernes, ils vont allier leurs forces pour combattre ces injustices et dépouiller les personnes les plus crapuleuses, riches et influentes qui utilisent leur pouvoir et leurs biens pour abuser des autres.

## Distribution

### Acteurs principaux
- Timothy Hutton : Nathan « Nate » Ford, ancien enquêteur pour les fraudes à l'assurance, il est la tête pensante de l'équipe.
- Gina Bellman : Sophie Devereaux, spécialiste de l'arnaque.
- Christian Kane : Eliot Spencer, expert en arts martiaux, il préfère ne pas utiliser d'armes à feu.
- Beth Riesgraf : Parker. Elle n'a pas de prénom. C'est une voleuse de haute-volée et une spécialiste de l'infiltration.
- Aldis Hodge : Alec Hardison, le hacker et spécialiste de l'informatique.

### Acteurs récurrents
- Mark Sheppard : James Sterling
- Kari Matchett : Maggie Collins
- Rick Overton : agent spécial Taggert du FBI
- Gerald Downey : agent spécial McSweeten du FBI

### Invités
- Saul Rubinek (VF : Pascal Casanova) : Victor Dubenich, patron d'une compagnie d'aéronautique (épisode 1)
- Robert Pine : le gouverneur Jenkins (épisode 2)
- Jaime Ray Newman : Aimee Martin (épisode 3)
- Sara Rue : Marissa Devins (épisode 8)
- Sam Anderson : Henry Retzing (épisode 9)
- Drew Powell : Jack Hurley (épisode 10)
- Lauren Holly (VF : Élisabeth Wiener) : Tobey Earnshaw, directrice d'un laboratoire pharmaceutique (épisode 11)
- Clayne Crawford (VF : Nicolas Beaucaire) : M. Quinn (épisode 12)
- Kevin Tighe : Ian Blackpoole (épisodes 12 et 13)

## Épisodes

### Épisode 1:Le Coup des Nigérians
- États-Unis : 2 décembre 2008 sur TNT
- France : 
  - 5 octobre 2009 sur TPS Star
  - 13 avril 2012 sur Direct Star
  - 8 octobre 2012 sur D8
- Québec : 17 mars 2010 sur Mystère
- Belgique : 14 février 2012 sur RTL-TVI[1]

- États-Unis : 4,99 millions de téléspectateurs (première diffusion)

- Saul Rubinek (Victor Dubenich)

### Épisode 2:Le Coup du soldat
- États-Unis : 9 décembre 2008 sur TNT
- France : 
  - 5 octobre 2009 sur TPS Star
  - 13 avril 2012 sur Direct Star
  - 9 octobre 2012 sur D8
- Québec : 24 mars 2010 sur Mystère
- Belgique : 14 février 2012 sur RTL-TVI[1]

- États-Unis : 3,11 millions de téléspectateurs (première diffusion)

- Jake McLaughlin (Cpl. Robert Perry)
- Robert Pine (le gouverneur Jenkins)
- Richard Cox (Charles Dufort)
- Lee Reherman (Grady)

### Épisode 3:Le Coup des chevaux
- États-Unis : 16 décembre 2008 sur TNT
- France : 
  - 5 octobre 2009 sur TPS Star
  - 13 avril 2012 sur Direct Star
  - 10 octobre 2012 sur D8
- Québec : 31 mars 2010 sur Mystère
- Belgique : 28 février 2012 sur RTL-TVI[1]

- États-Unis : 2,98 millions de téléspectateurs (première diffusion)

- Jaime Ray Newman (Aimee Martin)
- Rick Hoffman (Alan Foss)

### Épisode 4:Le Coup du miracle
- États-Unis : 23 décembre 2008 sur TNT
- France : 
  - 12 octobre 2009 sur TPS Star
  - 13 avril 2012 sur Direct Star
  - 11 octobre 2012 sur D8
- Québec : 7 avril 2010 sur Mystère
- Belgique : 6 mars 2012 sur RTL-TVI[1]

- États-Unis : 2,66 millions de téléspectateurs (première diffusion)

- Scott Lowell (Andrew Grant)
- D.B. Sweeney (Père Paul)
- Hollie Overton (Lily)

### Épisode 5:Le Coup du braquage
- États-Unis : 30 décembre 2008 sur TNT
- France : 
  - 12 octobre 2009 sur TPS Star
  - 20 avril 2012 sur Direct Star
  - 12 octobre 2012 sur D8
- Québec : 14 avril 2010 sur Mystère
- Belgique : mars 2012 sur RTL-TVI

- États-Unis : 3,77 millions de téléspectateurs (première diffusion)

- Michael O'Neill (Juge Roy)
- Mark Doerr (Derrick Clark)
- Devon Graye (Michael Clark)
- Lou Mulford (Ellen Clark)

### Épisode 6:Le Coup des cigognes
- États-Unis : 6 janvier 2009 sur TNT
- France : 
  - 19 octobre 2009 sur TPS Star
  - 20 avril 2012 sur Direct Star
  - 15 octobre 2012 sur D8
- Québec : 21 avril 2010 sur Mystère
- Belgique : sur RTL-TVI

- États-Unis : 2,85 millions de téléspectateurs (première diffusion)

- Kathleen Gati (Irina Larenko)

### Épisode 7:Le Coup du mariage
- États-Unis : 13 janvier 2009 sur TNT
- France : 
  - 19 octobre 2009 sur TPS Star
  - 20 avril 2012 sur Direct Star
  - 16 octobre 2012 sur D8
- Québec : 28 avril 2010 sur Mystère

- États-Unis : 2,66 millions de téléspectateurs (première diffusion)

- Dan Lauria (Nicky Moscone)
- Nicole Sullivan (Heather Moscone)
- Andrew Divoff (Sergei)
- Tom Christensen (Adam)
- Lisa Joffrey (Teresa Palermo)
- Anthony De Longis (Butcher of Kiev)

### Épisode 8:Le Coup du septième ciel
- États-Unis : 20 janvier 2009 sur TNT
- France : 
  - 26 octobre 2009 sur TPS Star
  - 20 avril 2012 sur Direct Star
  - 17 octobre 2012 sur D8
- Québec : 5 mai 2010 sur Mystère

- États-Unis : 2,83 millions de téléspectateurs (première diffusion)

- Sara Rue (Marissa Devins)

### Épisode 9:Le Coup des maisons spoliées
- États-Unis : 27 janvier 2009 sur TNT
- France : 
  - 26 octobre 2009 sur TPS Star
  - 27 avril 2012 sur Direct Star
  - 19 octobre 2012 sur D8
- Québec : 12 mai 2010 sur Mystère

- États-Unis : 2,81 millions de téléspectateurs (première diffusion)

- Sam Anderson (Henry Retzing)
- Danny Strong (Dennis Retzing)
- Russell B. McKenzie (Wayne Scott)

### Épisode 10:Le Coup de la thérapie
- États-Unis : 3 février 2009 sur TNT
- France : 
  - 2 novembre 2009 sur TPS Star
  - 27 avril 2012 sur Direct Star
  - 22 octobre 2012 sur D8
- Québec : 19 mai 2010 sur Mystère

- États-Unis : 2,79 millions de téléspectateurs (première diffusion)

- Drew Powell (Jack Hurley)
- John Kerry (Sam)

### Épisode 11:Le Coup du procès
- États-Unis : 10 février 2009 sur TNT
- France : 
  - 2 novembre 2009 sur TPS Star
  - 27 avril 2012 sur Direct Star
  - 23 octobre 2012 sur D8
- Québec : 26 mai 2010 sur Mystère

- États-Unis : 3,21 millions de téléspectateurs (première diffusion)

- Lauren Holly (Tobey Earnshaw)
- Brent Spiner (William Quint)

### Épisode 12:Le Coup du premier David
- États-Unis : 17 février 2009 sur TNT
- France : 
  - 9 novembre 2009 sur TPS Star
  - 27 avril 2012 sur Direct Star
- Québec : 2 juin 2010 sur Mystère

- États-Unis : 2,91 millions de téléspectateurs (première diffusion)

- Clayne Crawford (Quinn)
- Mark Sheppard (Jim Sterling)
- Alex Carter (acolyte de Sterling)
- Kevin Tighe (Ian Blackpoole)

### Épisode 13:Le Coup du second David
- États-Unis : 24 février 2009 sur TNT
- France : 
  - 9 novembre 2009 sur TPS Star
  - 4 mai 2012 sur Direct Star
- Québec : 9 juin 2010 sur Mystère

- États-Unis : 3,32 millions de téléspectateurs (première diffusion)

- Mark Sheppard (Jim Sterling)
- Alex Carter (acolyte de Sterling)
- Kevin Tighe (Ian Blackpoole)
- Erick Avari (Dr Lloyd)